# Соболевська волость
Соболевська волость — історична адміністративно-територіальна одиниця Краснинського повіту Смоленської губернії з центром у селі Манюки.
Станом на 1885 рік складалася з 31 поселення, 23 сільських громад. Населення — 3254 особи (1565 чоловічої статі та 1689 — жіночої), 460 дворових господарств.
|                     | Площа, десятин | У тому числі орної, дес. |
| ------------------- | -------------- | ------------------------ |
| Сільських громад    | 5014           | 3635                     |
| Приватної власності | 6801           | 1347                     |
| Іншої власності     | 131            | 103                      |
| Загалом             | 11949          | 5085                     |

Найбільше поселення волості станом на 1885:
- Манюки — колишнє власницьке село при річці Вихра за 35 верст від повітового міста, 67 осіб, 10 дворів. За 4 версти — православна церква, 2 ярмарки на рік. За 10 верст — 3 православні церкви, 2 школи, щорічний ярмарок.